# Štós
Štós (em alemão: Stoß; húngaro: Stósz) é um município da Eslováquia, situado no distrito de Košice-okolie, na região de Košice. Tem 31,36 km² de área e sua população em 2018 foi estimada em 751 habitantes.

## Demografia
| Ano:        | 1994 | 2004   | 2014   | 2024   |
| ----------- | ---- | ------ | ------ | ------ |
| Broj ljudi: | 760  | 766    | 734    | 747    |
| Razlika:    |      | +0,78% | -4,17% | +1,77% |

| Ano:               | 2023 | 2024   |
| ------------------ | ---- | ------ |
| Número de pessoas: | 751  | 747    |
| Diferença:         |      | -0,53% |